# Джентълменът от Епсъм
„Джентълменът от Епсъм“ (на френски: Le Gentleman d'Epsom) е френска комедия от 1962 г., на режисьора Жил Гранжие с участието на Жан Габен, Жан Льофевър и Луи дьо Фюнес.

## Сюжет
Пенсионираният кавалерийски майор Ришар Бриан-Шармери търгува „съвети“ за конни залагания. Той е „експерт“ и хваща наивни играчи готови да платят за прогнозата. За да си гарантира своя процент, той съветва различните играчи да залагат на различни коне и поради това никога не остава „губещ“. Комадора е привикнал на охолен живот и за това има нужда от нови глупаци. В схемата успешно му се вписва и ресторантьора Гаспар Рипо, който е алчен, но страшно недоверчив. Затова насреща му е Командора.

## В ролите
| Актьор          | Роля                      |
| --------------- | ------------------------- |
| Жан Габен       | Ришар Бриан-Шармери       |
| Жан Льофевър    | Шарли                     |
| Луи дьо Фюнес   | Гаспар Рипо               |
| Мадлен Робинсън | Мод                       |
| Пол Франкьор    | Артур                     |
| Франк Вилар     | Люсиен, шеф на нощен клуб |
| Жак Марин       | Раул                      |
| Камил Фурние    | Терез, сестра на Ришар    |
| Жан Мартинели   | Юбер, съпруг на Терез     |